# أزدي
 أزدي (بالفارسية: ازدی) قرية صغيرة تتبع البلدة المركزية في بستك وتقع في محافظة هرمزغان في جنوب إيران. تقع هذه القرية ما بين قريتين صغيرتين هما قرية لرد بستو وقرية كنجي.